# Lamprops serratus
Lamprops serratus är en kräftdjursart som beskrevs av Hart 1930. Lamprops serratus ingår i släktet Lamprops och familjen Lampropidae. Inga underarter finns listade i Catalogue of Life.